# Queta Lavat
Enriqueta Margarita Lavat Bayona (Cidade do México, 23 de fevereiro de 1929 — Cidade do México, 4 de dezembro de 2023), mais conhecida como Queta Lavat foi uma atriz mexicana. Possuiu mais de 70 anos de carreira no cinema, teatro e tv e foi uma das poucas atrizes vivas da Época de Ouro do Cinema Mexicano.
Lavat morreu aos 94 anos em 4 de dezembro de 2023. A causa de sua morte é desconhecida.

## Telenovelas
- Cita a ciegas (2019) - Romina
- La usurpadora (2019) - Doña Piedad Mejía Vda. de Bernal
- El hotel de los secretos (2016) - Nena Limantour
- Amor de barrio (2015) - Zelma Aragón
- Qué pobres tan ricos (2014) - Matilde Alvares de Ruizpalacios
- Corazón indomable (2013) - Lucrécia
- Mentir para vivir (2013) - Mercedes
- Miss XV (2012) - Dona Maria
- Amorcito corazón (2011) - Madre Pilar
- La fuerza del destino (2011) - Juíza
- Mar de amor (2009-2010) - Alfonsina Zapata
- Camaleones (2009) - Graciela
- En nombre del amor (2008-2009) - Madre Superiora
- Rebelde (2004-2006) - Angelita
- Corazones al límite (2004) - Gudelia
- Velo de novia (2003) - Socorro
- Clase 406 (2002-2003) - Doña Refugio "Cuquita" Domínguez
- La intrusa (2001) - Rosalía de Limantour
- Atrévete a olvidarme (2001) - Fidela
- Amigos x siempre (2000) - Madre superiora
- Tres mujeres (1999-2000) - Susana
- Rosalinda (1999) - Úrsula Valdez
- Mi pequeña traviesa (1997) - Paulina de la Riva
- Alondra (1995) - Concepción Hurtado
- Corazón salvaje (1993) - Madre superiora
- Yo compro esa mujer (1990) - Soriana
- Ángeles blancos (1989) - Brigida
- Herencia maldita (1986) - Estela
- Vivir enamorada (1982) - Mãe de Adriana
- Extraños caminos del amor (1981) - Jacinta
- Nosotras las mujeres (1981) - Aída
- Rina (1977) - Martha
- Mi primer amor (1973) - Sabrina
- El edificio de enfrente (1972) - Martina
- Encrucijada (1970) - Isadora Villaseñor
- Angustia del pasado (1967) - Margarita
- Vértigo (1966) - Soraya
- Un largo amor (1965)
- Un paso al abismo (1958)

## Séries
- 2008 - S.O.S.: Sexo y otros Secretos - Esperanza
- 2008 - La Rosa de Guadalupe - Victoria